# Crystal Kelly Turnier 2005
Die Crystal Kelly Trophy 2005 war die 12. Auflage dieses Einladungsturniers, das seit 1994 jährlich bis 2011 in der Disziplin Dreiband der Billardvariante Karambolage ausgetragen wurde. Sie fand vom 25. bis zum 31. August 2005 in Monte-Carlo statt.

## Spielmodus
Das Turnier wurde im Round-Robin-Modus mit acht Teilnehmern ausgetragen.

## Turnierkommentar
Sieger wurde der Niederländer Dick Jaspers.

## Ergebnisse
| Name              | PP | Pkte | Aufn | GD    | HS |
| ----------------- | -- | ---- | ---- | ----- | -- |
| Torbjörn Blomdahl | 2  | 50   | 31   | 1,612 | 12 |
| Raymond Ceulemans | 0  | 41   | 31   | 1,322 | 10 |
| Daniel Sánchez    | 2  | 50   | 20   | 2,500 | 13 |
| Frans van Kuijk   | 0  | 33   | 20   | 1,650 | 5  |
| Frédéric Caudron  | 2  | 50   | 35   | 1,428 | 6  |
| Semih Saygıner    | 0  | 49   | 35   | 1,400 | 11 |
| Dick Jaspers      | 1  | 50   | 28   | 1,785 | 8  |
| Raimond Burgman   | 1  | 50   | 28   | 1,785 | 7  |

| Name              | PP | Pkte | Aufn | GD    | HS |
| ----------------- | -- | ---- | ---- | ----- | -- |
| Raimond Burgman   | 2  | 50   | 32   | 1,562 | 7  |
| Frédéric Caudron  | 0  | 44   | 32   | 1,375 | 7  |
| Dick Jaspers      | 2  | 50   | 20   | 2,500 | 8  |
| Frans van Kuijk   | 0  | 45   | 20   | 2,250 | 11 |
| Daniel Sánchez    | 2  | 50   | 25   | 2,000 | 6  |
| Raymond Ceulemans | 0  | 37   | 25   | 1,480 | 6  |
| Torbjörn Blomdahl | 2  | 50   | 23   | 2,173 | 10 |
| Semih Saygıner    | 0  | 36   | 23   | 1,565 | 9  |

| Name              | PP | Pkte | Aufn | GD    | HS |
| ----------------- | -- | ---- | ---- | ----- | -- |
| Dick Jaspers      | 2  | 50   | 20   | 2,500 | 9  |
| Frédéric Caudron  | 0  | 32   | 20   | 1,600 | 12 |
| Raymond Ceulemans | 2  | 50   | 26   | 1,923 | 7  |
| Raimond Burgman   | 0  | 30   | 26   | 1,153 | 6  |
| Daniel Sánchez    | 2  | 50   | 22   | 2,272 | 12 |
| Semih Saygıner    | 0  | 33   | 22   | 1,500 | 5  |
| Frans van Kuijk   | 2  | 50   | 23   | 2,173 | 7  |
| Torbjörn Blomdahl | 0  | 43   | 23   | 1,869 | 13 |

| Name              | PP | Pkte | Aufn | GD    | HS |
| ----------------- | -- | ---- | ---- | ----- | -- |
| Daniel Sánchez    | 2  | 50   | 31   | 1,612 | 7  |
| Frédéric Caudron  | 0  | 48   | 31   | 1,548 | 5  |
| Semih Saygıner    | 2  | 50   | 22   | 2,272 | 9  |
| Dick Jaspers      | 0  | 22   | 22   | 1,000 | 7  |
| Torbjörn Blomdahl | 2  | 50   | 29   | 1,724 | 11 |
| Raimond Burgman   | 0  | 29   | 29   | 1,000 | 8  |
| Raymond Ceulemans | 2  | 50   | 27   | 1,851 | 10 |
| Frans van Kuijk   | 0  | 30   | 27   | 1,111 | 5  |

| Name              | PP | Pkte | Aufn | GD    | HS |
| ----------------- | -- | ---- | ---- | ----- | -- |
| Dick Jaspers      | 2  | 50   | 29   | 1,724 | 12 |
| Torbjörn Blomdahl | 0  | 45   | 29   | 1,551 | 8  |
| Raimond Burgman   | 2  | 50   | 27   | 1,851 | 8  |
| Daniel Sánchez    | 0  | 39   | 27   | 1,444 | 5  |
| Frédéric Caudron  | 2  | 50   | 27   | 1,851 | 5  |
| Raymond Ceulemans | 0  | 24   | 27   | 0,888 | 7  |
| Semih Saygıner    | 2  | 50   | 21   | 2,380 | 7  |
| Frans van Kuijk   | 0  | 29   | 21   | 1,380 | 5  |

| Name              | PP | Pkte | Aufn | GD    | HS |
| ----------------- | -- | ---- | ---- | ----- | -- |
| Torbjörn Blomdahl | 2  | 50   | 35   | 1,428 | 7  |
| Daniel Sánchez    | 0  | 42   | 35   | 1,200 | 7  |
| Dick Jaspers      | 2  | 50   | 18   | 2,777 | 10 |
| Raymond Ceulemans | 0  | 31   | 18   | 1,722 | 7  |
| Semih Saygıner    | 2  | 50   | 26   | 1,923 | 10 |
| Raimond Burgman   | 0  | 48   | 26   | 1,846 | 9  |
| Frédéric Caudron  | 2  | 50   | 20   | 2,500 | 8  |
| Frans van Kuijk   | 0  | 36   | 20   | 1,800 | 10 |

| Name              | PP | Pkte | Aufn | GD    | HS |
| ----------------- | -- | ---- | ---- | ----- | -- |
| Torbjörn Blomdahl | 2  | 50   | 17   | 2,941 | 8  |
| Frédéric Caudron  | 0  | 36   | 17   | 2,117 | 8  |
| Dick Jaspers      | 2  | 50   | 23   | 2,173 | 11 |
| Daniel Sánchez    | 0  | 36   | 23   | 1,565 | 7  |
| Frans van Kuijk   | 2  | 50   | 48   | 1,041 | 7  |
| Raimond Burgman   | 0  | 43   | 48   | 0,895 | 5  |
| Semih Saygıner    | 2  | 50   | 17   | 2,941 | 10 |
| Raymond Ceulemans | 0  | 30   | 17   | 1,764 | 9  |

## Abschlusstabelle
| Platz                      | Name              | MP | Pkte. | Aufn. | GD    | BED   | HS |
| -------------------------- | ----------------- | -- | ----- | ----- | ----- | ----- | -- |
| 1                          | Dick Jaspers      | 11 | 322   | 160   | 2,012 | 2,777 | 12 |
| 2                          | Torbjörn Blomdahl | 10 | 338   | 187   | 1,807 | 2,941 | 13 |
| 3                          | Semih Saygıner    | 8  | 318   | 166   | 1,915 | 2,941 | 12 |
| 4                          | Daniel Sánchez    | 8  | 317   | 183   | 1,732 | 2,500 | 13 |
| 5                          | Frédéric Caudron  | 6  | 310   | 182   | 1,703 | 2,500 | 12 |
| 6                          | Raimond Burgman   | 5  | 300   | 216   | 1,388 | 1,851 | 9  |
| 7                          | Raymond Ceulemans | 4  | 263   | 171   | 1,538 | 1,923 | 10 |
| 8                          | Frans van Kuijk   | 4  | 273   | 179   | 1,525 | 2,173 | 11 |
| Turnierdurchschnitt: 1,690 |                   |    |       |       |       |       |    |